# Országút (városrész)
Országút Budapest II. kerületének egyik városrésze. Egyike a hagyományos, mégis kevéssé ismert városrész-neveknek.
Noha több ismert budapesti közterület, mint például a Széna tér, vagy a Margit körút egy része, vagy épp a Széll Kálmán tér II. kerületi oldala is ebben a városrészben található, a valódi neve helyett a köznyelvben leginkább a „Rózsadomb aljaként” emlegetik.

## Fekvése
A Rózsadombtól délre és a Vízivárostól északra fekszik, nyugaton a Budapest Szállóig (Körszálló), keleten pedig a Duna partjáig, a Bem térig húzódik.

### Határai
A Rómer Flóris utca a Zivatar utcától – Margit utca – Margit körút – Frankel Leó út – Bem József tér (az északi és a déli oldalon álló épületek kivételével) – Duna folyam – Bem József utca – Margit körút – Széna tér – Vérmező út – Várfok utca – Szilágyi Erzsébet fasor – Lorántffy Zsuzsanna lépcső – Trombitás út – Garas utca – Marczibányi tér (az északnyugati és északkeleti oldalon található épületek kivételével) – Keleti Károly utca – Kitaibel Pál utca – Bimbó út – Ady Endre út – Zivatar utca a Rómer Flóris utcáig.

## A név eredete
A területen húzódó, Bécsbe vezető országútról (az 1894-ben kialakított Margit körút Széll Kálmán tér és Bem József utca közti szakaszáról) kapta a nevét, amit hivatalosan Országútnak (németül Landstrasse; 1874 előtt Felső Országút / Obere Landstrasse) neveztek. 

## Története

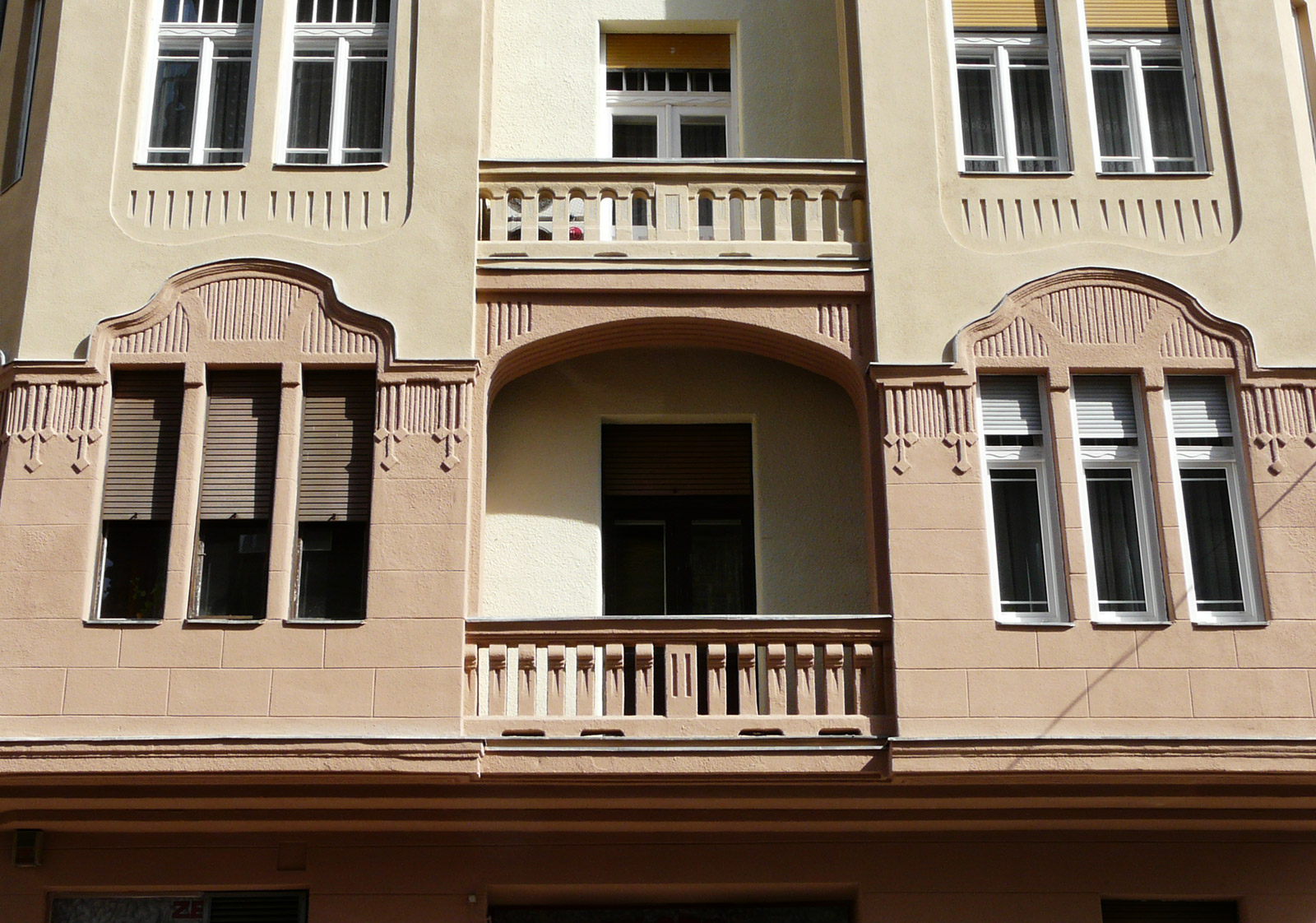
Épületdísz a Margit körút és a Jurányi utca sarkán álló lakóházon (2010)

Országutat Buda 1686-os bevételét követően röviddel, még a 17. században betelepítették, jórészt katolikus németekkel. 
Eredetileg a mainál jóval nagyobb területet foglalt el, mivel a mai Felhévíz városrész is hozzá tartozott; Felhévíz egyébként a területen létező, gazdag, városias középkori település neve volt, ami a török időkben elpusztult. 
Az Országút az egész 18-19. század folyamán vidéki jellegű terület volt, lakóinak zöme a Rózsadombon lévő szőlők művelésével foglalkozott. 
Lakossága még 1851-ben is mintegy 90%-ban német volt. Nagyobb változások csak a század végén történtek: a Margit híd 1876-os megépítése, a szőlőket 1880-ban kipusztító filoxéravész és a Margit körút 1894-es kialakításával párhuzamosan zajló területrendezések máig meghatározzák a városrész képét.

## Nevezetességei
- A Papkert, amely a ferencesek egykori gyümölcsöskertje volt. A második világháború után államosították és sokáig gondozatlanul maradt. Az 1950-es években a környékbeli gyermekek kedvelt szánkózási helye volt télen.
- Átriumház (Kozma Lajos tervei szerint épült 1935- 1936-ban; lakásokat, irodákat és filmszínházat foglal magába)
- Katolikus templom (Margit krt. 23.) Szent István első vértanú plébániatemplom (Országúti Ferences Plébánia)[2]